# Chiesa di Santa Felicita (Casola in Lunigiana)
La chiesa di Santa Felicita è un edificio sacro che si trova a Casola in Lunigiana.
La chiesa è ricordata per la prima volta nel 1296-97 e a quella fase appartiene il paramento murario romanico a bozze squadrate di arenaria sul fianco sinistro. Sulla testata d'angolo di quella stessa parete c'è una pietra che porta la data del 1408 o 1468, anno di un generale rifacimento cui seguì nel Settecento la trasformazione barocca esterna ed interna.
L'interno presenta begli altari in marmi policromi e un bel fonte battesimale, a fianco del quale c'è una piletta da acqua santa in marmo. Il dipinto dietro l'altare maggiore rappresenta San Pellegrino.

## Altre immagini

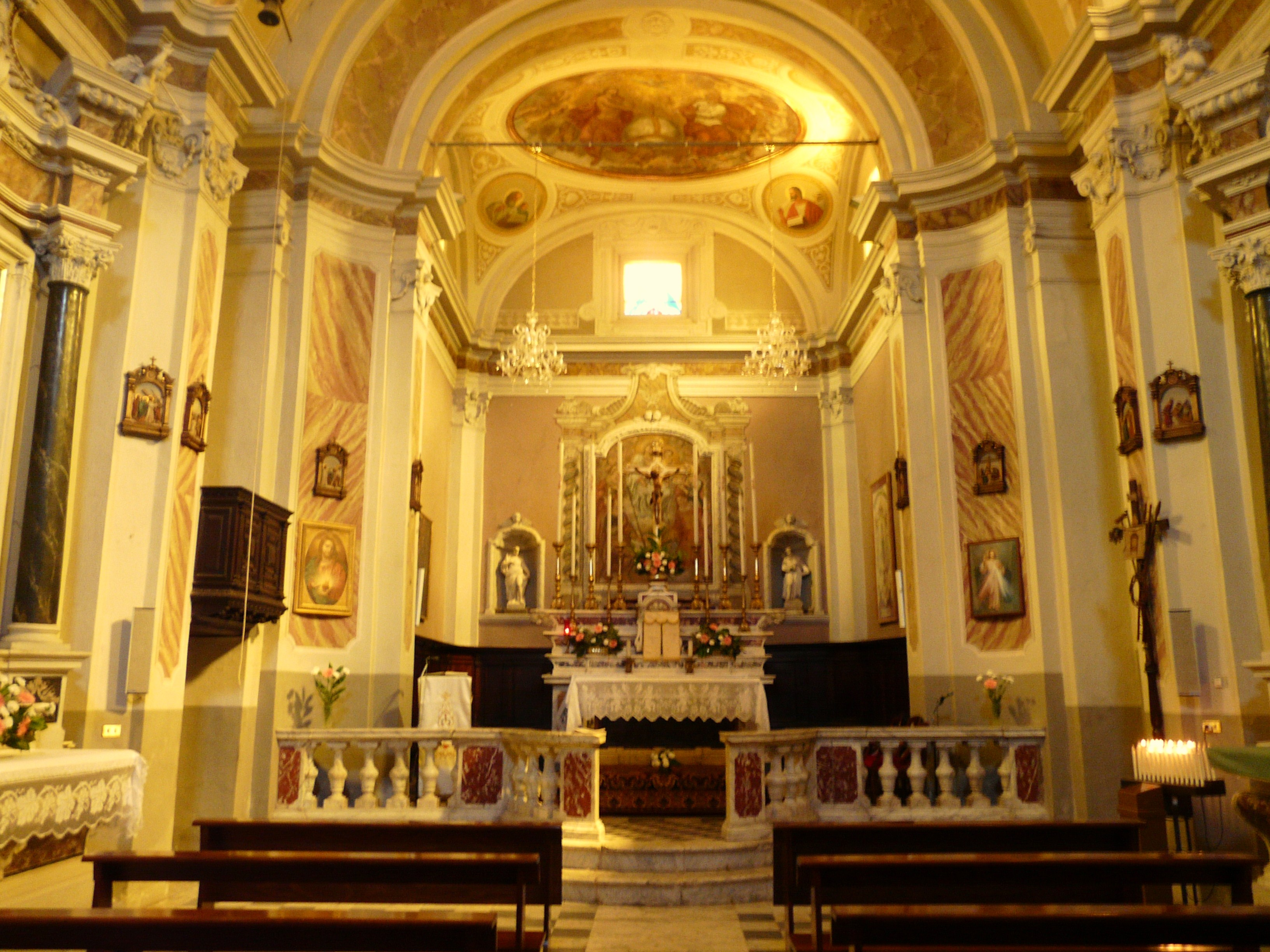
Interno
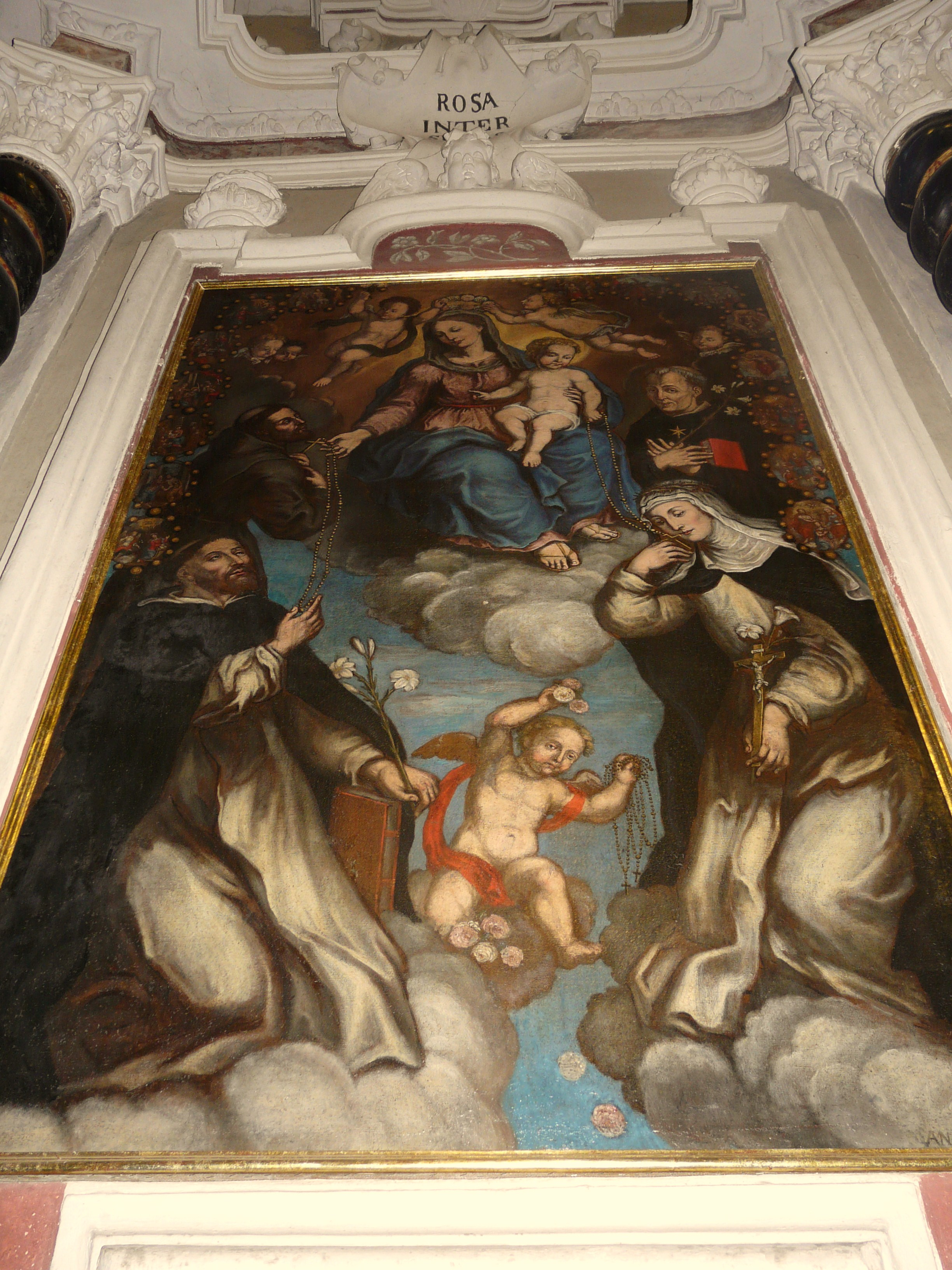
Pala